# Синяя тетрадь
«Си́няя тетра́дь» — советский художественный фильм по одноимённой повести Эммануила Казакевича. Вышедший на экраны в 1964 году, фильм вскоре после смещения Хрущёва был снят с экранов.

## Сюжет
Летом 1917 года ушедший в подполье Ленин совместно с Зиновьевым скрывается от правоохранительных органов Временного правительства в Разливе. Здесь, притворяясь косарями под прикрытием семьи большевиков Емельяновых они продолжают свои дискуссии и размышления о судьбах революции, о правильности или неверности избранной политической линии, о перспективах развития России, то между собой, то с наведывающимися «гостями» из ЦК — Свердловым, Дзержинским, Орджоникидзе. Впервые в советском кино Зиновьев показан не как статист, а как живое действующее лицо того времени, уважаемый Лениным, признанный большевистский лидер со своей точкой зрения и своей правдой.
Заветная «Синяя тетрадь», которую доставляют для Ленина товарищи — его работа «Государство и революция», в которой были разработаны теоретические основы ленинского учения о государстве, которые вскоре ему предстояло начать воплощать в жизнь.
Действие фильма завершается уходом Ленина из Разлива в Финляндию.

## В ролях
- Михаил Кузнецов — Ленин
- Марк Никельберг — Григорий Зиновьев
- Александр Палеес — Яков Свердлов
- Василий Ливанов — Феликс Дзержинский
- Эдишер Магалашвили — Серго Орджоникидзе
- Николай Граббе — Александр Шотман
- Игорь Озеров — Вячеслав Зоф
- Юрий Соловьёв — Эйно Рахья
- Николай Лебедев — Николай Александрович Емельянов
- Любовь Соколова — Надежда Емельянова
- Борис Токарев — Кондратий Емельянов
- Анатолий Антосевич — Александр Емельянов
- Виталий Чуркин — Коля Емельянов
- Виталий Матвеев — Алексей
- Иван Рыжов — крестьянин